# Bauloi
Bauloi (en rus: Баулой) és un poble de la república de Txetxènia, a Rússia, segons el cens del 2010 tenia 34 habitants.